# HMS Alecto (1839)
„HMS Alecto” − brytyjska fregata bocznokołowa wodowana w roku 1839.
W latach 40. XIX wieku, inż. Isambard Kingdom Brunel wykonał obszerne opracowanie na temat pędników śrubowych. Zostało ono przeanalizowane przez Admiralicję, która potwierdziła najważniejszą korzyść z zastosowania tego rodzaju napędu okrętów parowych, polegającą na eliminacji zagrożenia zniszczeniem pędników w postaci kół łopatkowych narażonych na ogień okrętów przeciwnika. Zgodnie z radą Brunela, Admiralicja autoryzowała budowę do celów eksperymentalnych małego eskortowca parowego z napędem śrubowym, nazwanego Rattler. W 1845 przeprowadzono próby szybkości Rattlera i Alecto − zwyciężył Rattler co przyczyniło się do przekonania Admiralicji do użycia napędu śrubowego w okrętach wojennych. 